# Криптофашизм
Криптофашизм — термін, що означає таємну, замасковану підтримку фашизму або проходження цієї ідеології. Термін використовується для позначення осіб або груп, що підтримують фашизм або приховано захоплюються ним, по-єзуїтському, замасковано і тим або іншим способом зашифровано пропагують його, приховано реалізують фашистську ідеологію або її елементи — в суспільстві.
Першим широко використовувати термін став Гор Відал . Під час телевізійного інтерв'ю Відал описав Вільяма Баклі-молодшого як «криптонациста», пізніше поправив себе, сказавши, що хотів сказати «криптофашист». Однак цей термін з'явився п'ятьма роками раніше в книзі Теодора Адорно, Der getreue Korrepetitor (The Faithful Répétiteur).